# Куликов, Сергей Викторович (историк)
Серге́й Ви́кторович Кулико́в (род. 26 июля 1970, Архангельск, СССР) — российский историк, специалист в области политической, социальной и сравнительной истории России XIX—начала XX вв. Кандидат исторических наук. Один из авторов «Большой Российской энциклопедии» и энциклопедии «Государственный совет Российской империи. 1906—1917»

## Биография
Родился 26 июля 1970 года в Архангельске.
В 1985—1988 годах в газетах «Балтийский луч» и «Ленинградская правда» публиковал статьи, посвящённые истории городов Ломоносов и Ленинград.
В 1988—1995 годах учился на факультете социальных наук Российского государственного педагогического университета имени А. И. Герцена.
В 1995—1997 годах — младший научный сотрудник научно-исследовательского отдела библиографии и библиотековедения Библиотеки РАН.
В 1995—1999 годах учился в аспирантуре Санкт-Петербургского филиала Института истории РАН.
В 1996—1999 годах — слушатель факультета истории Европейского университета в Санкт-Петербурге.
В 1998—2002 годах преподавал на кафедре историко-правовых дисциплин Санкт-Петербургского института внешнеэкономических связей, экономики и права.
В 1999 году под научным руководством кандидата исторических наук, доцента Б. Б. Дубенцова защитил диссертацию на соискание учёной степени кандидата исторических наук по теме «Высшая бюрократия России в годы Первой мировой войны (июль 1914 — февраль 1917)» (специальность 07.00.02 — отечественная история).
С августа 1999 года по настоящее время работает в Санкт-Петербургского института истории РАН, где до декабря 1999 года был исполняющим обязанности младшего научого сотрудника отдела новой истории России, с декабря 1999 года — младшим научым сотрудником, с июня 2004 года — научным сотрудником и с февраля 2006 года — старшим научным сотрудником отдела новой истории России. В 2000—2009 годах также являлся учёным секретарём отдела новой истории России Санкт-Петербургского института истории РАН.
С 2003 года — преподаватель Северо-Западного государственного заочного технического университета.
В 2005—2011 годах читал лекции в Университете «Санкт-Петербург». 
Автор более 150 научных трудов.

## Научные труды

### Монографии
- Основные источники по истории России конца XIX — начала XX в. СПб., 2000 (соавтор: Ганелин Р. Ш.)
- Бюрократическая элита Российской империи накануне падения старого порядка (1914—1917). Рязань, 2004.
- Глава 4. Венец премьерства графа С. Ю. Витте. Подготовка Основных государственных законов 23 апреля 1906 г. (по новым документам) // С. Ю. Витте — экономист, политик, дипломат. / Под. ред. д.э.н. С. Д. Бодрова. М.: «Культурная революция», 2015. С. 80-132.

### Статьи
на русском языке
- «Министерская чехарда» в России периода Первой мировой войны. Хроника событий (июль 1914 — февраль 1917) // Из глубины времен. 1994. — Вып. 3;
- Причины «переотречения» Николая II // Россия в 1917 г. Новые подходы и взгляды. Сборник научных статей. — Вып. 3. — СПб., 1994;
- Берлинский «Руль» и Рейхенгалльский съезд (монархическая эмиграция в оценке политических оппонентов) // Русские в Германии (1914—1933). Сб. науч. ст. — СПб., 1995;
- Совет министров в дни Февральской революции // Революция 1917 г. в России: Сб. науч. ст. — СПб., 1995;
- Социальный облик высшей бюрократии России накануне Февральской революции // Из глубины времен. 1995. — Вып. 5;
- Временное правительство: кадровые перестановки (март-октябрь 1917) // Из глубины времен. 1996. — Вып. 7;
- Высшая царская бюрократия как элемент социальной структуры предреволюционного Петрограда // Петербургские чтения-96. Мат-лы энцикл. библ. «Санкт-Петербург-2003». — СПб., 1996;
- Николай II и его министры в годы Первой мировой войны: механизмы назначения и увольнения // Личность и власть в истории России XIX—XX вв. Мат-лы науч. конф. — СПб., 1997;
- Политическая дифференциация членов Государственного совета в годы Первой мировой войны (август 1915 — февраль 1917) // Из глубины времен. 1997. — Вып. 9;
- IV Государственная дума и формирование высшей исполнительной власти в годы Первой мировой войны (июль 1914 — февраль 1917) // Россия в XIX—XX вв. — СПб., 1998;
- Временное правительство и высшая царская бюрократия // The Soviet and Post-Soviet Review. 1999. Vol. 24. — Nos. 1-2;
- Высшая царская бюрократия и Императорский двор накануне падения монархии // Из глубины времен. 1999. — Вып. 11;
- Граф С. Ю. Витте и П. А. Харитонов: эпизод из истории создания Основных государственных законов 1906 г. // С. Ю. Витте — выдающийся государственный деятель России. Материалы науч. конф. — СПб., 1999;
- Куликов С. В., Дубенцов Б. Б. Социальная эволюция высшей царской бюрократии во второй половине XIX—начале XX в. (Итоги и перспективы изучения) // Проблемы социально-экономической и политической истории России XIX—XX вв. — СПб., 1999;
- Император Николай II в годы Первой мировой войны // Английская набережная, 4. Ежегодник С.-Петербургского научного общества историков и архивистов. — СПб., 2000;
- Правительственный либерализм и образование Прогрессивного блока // На пути к революционным потрясениям. Из истории России вторая пол. XIX—нач. XX в. Кишинев-СПб., 2000;
- Практика пополнения состава членов Государственного совета по назначению в 1906—1917 гг. // Проблемы социального и гуманитарного знания. Сб. науч. раб. — Вып. 2. — СПб., 2000;
- Власть науки и наука власти в России нач. XX в. // Россия XXI. 2001. — № 5-6;
- Назначение Бориса Штюрмера председателем Совета министров: предыстория и механизм // Источник. Историк. История. Сб. науч. раб. — Вып. 1. — СПб., 2001;
- «Необычайно презрительное отношение к самой промышленности и торговле». Придворные и предприниматели в нач. XX в. // История глазами историков. — СПб.-Пушкин, 2002;
- Придворный штат и частное предпринимательство в начале XX в. // Страницы российской истории. Проблемы, события, люди. — СПб., 2003;
- Царская бюрократия и научное сообщество в нач. XX в.: закономерности и типы отношений // Власть и наука, ученые и власть: 1880-е — начало 1920-х гг. Мат-лы межд. науч. колл. — СПб., 2003;
- Государственная дума Российской империи: политическое измерение ораторских ристаний (1906—1907) // Ораторы России в Государственной думе (1906—1917). В 2-х тт. — СПб., 2004. Т. 1. (1906—1907); Т. 2. (1907—1917);
- Государственно-правовой дискурс, императорское правительство и думская оппозиция в начале XX в. // Власть, общество и реформы в России (XVI—начало XX в.). — СПб., 2004;
- К предыстории Гражданской войны в России. высшие военные власти Петрограда 23 — 28 февраля 1917 г. // Гражданские войны в истории человечества: общее и частное. Екатеринбург, 2004;
- Камарилья и «министерская чехарда». Соотношение вербальных и бюрократических практик в позднеимперской России // Новая политическая история. Сб. науч. раб. — СПб., 2004;
- Русские немцы в составе Императорского двора и высшей бюрократии: коллизия между конфессиональной и национальной идентичностями в начале XX в. // Немцы в государственности России. — СПб., 2004;
- «Справедливое возмездие государю». Назначенные члены Государственного совета в конце февраля — начале марта 1917 г. // Государственная власть и общественность в истории центрального и местного управления России: Сб. ст. — СПб., 2004;
- Непризнанный реформатор — Б. В. Штюрмер // Знаменитые и известные бежечане. — Вып. 3. — М., 2005;
- Совет министров и Прогрессивный блок во время падения монархии // Нестор. 2005. — № 7. Технология власти;
- Бюрократические вариации на оппозиционную тему: источники Основных государственных законов 1906 г. // Проблемы российской истории. — М.; Магнитогорск, 2006. — Вып. 6;
- «В самых лучших отношениях»: бюрократическая элита и Временное правительство // Отечественная история и историческая мысль в России XIX—XX вв. — СПб., 2006;
- Петроградское офицерство 23—28 февраля 1917 г. Настроения и поведение // Новый Часовой. 2006. — № 17-18;
- Центральный военно-промышленный комитет и Февральская революция 1917 г. К вопросу о соотношении факторов организованности и стихийности // Власть, общество и реформы в России: история, источники, историография. — СПб., 2007;
- «Вполне присоединились к новому правительству…». Великие князья как участники революции (февраль—март 1917 г.) // Страницы истории: Сб. науч. ст. — СПб., 2008;
- Николай II и Государственная дума: неизвестные планы и упущенные возможности // Таврические чтения-2007. Актуальные проблемы истории парламентаризма: Сб. науч. ст. — СПб., 2008;
- Граф И. И. Толстой и реформа Императорской Академии художеств 1893—1894 гг. // Во главе Императорской Академии художеств… Граф И. И. Толстой и его корреспонденты. 1889—1898. — М., 2009;
- Император Николай II как реформатор: к постановке проблемы // Российская история. 2009. — № 4;
- Наука — служанка политики? Или О чем не написал Макс Вебер // Власть, общество и реформы в России в XIX—начале XX в.: исследования, историография, источники. — СПб., 2009;
- Николай II и парламентаризм (1906—1917) // Таврические чтения-2008. Актуальные проблемы истории парламентаризма: Сб. науч. ст. — СПб., 2009;
- Основные государственные законы 1906 г.: конституция настоящая или мнимая? // Гражданское общество и правовое государство как факторы модернизации российской правовой системы. Материалы межд. науч.-теор. конф. В 2-х ч. — СПб., 2009. Ч. 1;
- Была ли «столыпинской» столыпинская аграрная реформа? // Университетский историк. Альманах. — Вып. 7. — СПб., 2010;
- Народное представительство Российской империи (1906—1917 гг.) в контексте мирового конституционализма начала XX в.: сравнительный анализ // Таврические чтения — 2009. Актуальные проблемы истории парламентаризма в России (1906—1917 гг.). — СПб., 2010;
- Государственная дума и Государственный совет в проектах Основных законов П. А. Харитонова, А. П. Саломона и графа А. Ф. Гейдена (ноябрь—декабрь 1905 г.) // Таврические чтения-2010. Актуальные проблемы истории парламентаризма: Сб. науч. ст. — СПб., 2011;
- Дело Б. — М. Ржевского // Из глубины времен. 2012. — Вып. 16
- Центральный военно-промышленный комитет накануне и в ходе Февральской революции 1917 г. // Российская история. 2012. — № 1.
- Социальная эволюция бюрократической элиты Российской империи в начале XX в. // Современная наука. Актуальные проблемы теории и практики. Сер. «Гуманитарные науки». 2012. — № 1;
- Столыпин и Николай II // Столыпин в судьбах России. Сборник науч. статей. — М., 2012
- Неизвестный этап создания первой российской конституции: вокруг и внутри Совещания высших чинов Государственной канцелярии (декабрь 1905—март 1906 г.) // Journal of Modern Russian History and Historiography. 2013. Vol. 6
- К истории создания законодательной Государственной думы. Николай II, У. Т. Стэд и Манифест 17 октября 1905 г. // Таврические чтения — 2012. Актуальные проблемы парламентаризма: история и современность. В 2-х ч. — СПб., 2013. Ч. 1
- Голландия и парламентский Петербург в 1906—1907 гг. Генеральные штаты Нидерландского королевства и законодательные учреждения Российской империи: сравнительно-исторический анализ // Санкт-Петербург—Нидерланды: XVIII—XXI вв. — СПб., 2013
- О правых, неправых и прочих // Российская история. 2014. — № 3
- Назначение Алексея Хвостова управляющим МВД: предыстория и механизм // Петербургский исторический журнал. 2014. — № 4. — С. 34-55
- Куликов С. В., Селезнёв Ф. А. Нижегородский этап карьеры А. Н. Хвостова (1910—1912 гг.) // Вопросы истории. 2015. — № 3. — С. 129—147
- Спор между «пессимистами» и «оптимистами» продолжается… // Петербургский исторический журнал. 2015. — № 1(5). — С. 259—277
- Н. Н. Покровский: царский бюрократ как «ученый во власти» // Петербургский исторический журнал. 2015. — № 3(7). — С. 40-55
- Российская империя накануне решения польского вопроса (декабрь 1916 — февраль 1917 г.) // Studia Internationalia. Материалы IV Международной научной конференции «Западный регион России в международных отношениях X—XX вв.» (1-3 июля 2015 г.). Брянск: РИО БГУ, 2015. — С. 144—151
- Камарилья и IV Государственная дума: назначение товарища председателя нижней палаты А. Д. Протопопова управляющим МВД // Таврические чтения — 2014. Актуальные проблемы парламентаризма: история и современность. Международная научная конференция, С.-Петербург, Таврический дворец, 11-12 декабря 2014 г. Сборник научных статей. Под ред. А. Б. Николаева. В 2-х ч. — СПб., 2015. Ч. 2. — С. 107—132
- Прогрессивный блок и левые фракции IV Государственной думы и Рабочая группа Центрального военно-промышленного комитета // Первая мировая война и Государственная дума. Материалы Международной научной конференции. Казань, 17-18 октября 2014 г. — М., 2015. — С. 121—135;
- Истинное начало постсоветской историографии истории Российской империи // Былые годы. 2016. — № 41-1 (3-1);
- Достойное завершение многолетнего труда // Российская история. 2016. — № 6
- От обвинительного вердикта к оправдательному приговору: династия Романовых в исторической памяти первой волны эмиграции // 400-летие Дома Романовых: политика памяти и монархическая идея. 1613—2013. Сб. статей. — СПб., 2016
- Историки-эмигранты и реабилитация Николая II // Российское научное зарубежье: люди, труды, институции, архивы. Сб. науч. трудов. — М.: Институт российской истории РАН, 2016;
- Создание Государственной думы: революция сверху или снизу? // Таврические чтения — 2015. Проблемы истории парламентаризма. Сборник статей. В 2-х кн. — СПб., 2016. Кн.1;
- «Непотопляемый Барк»: финансист и политик // Барк П. Л. Воспоминания последнего министра финансов Российской империи. Сост., вступит. статья, подгот. текста, коммент., именной указатель. В 2-х т. — М., 2016. Т.1.
- Дмитрий Трепов — петербургский генерал-губернатор и товарищ министра внутренних дел, заведующий полицией // Государство и право: эволюция, современное состояние, перспективы развития. Материалы международной научно-теоретической конференции 28 апреля 2016 г. В 2-х т. — СПб., 2016. Т. 2. — С. 327—334.
- Февральская революция спустя сто лет // Вестник Санкт-Петербургского государственного университета. Серия «История». 2017. — № 3.
- Николай II, С. Ю. Витте и Манифест 17 октября 1905 г. // Россия и мир. Вопросы внутренней и внешней политики. Сборник статей к 85-летию Бориса Васильевича Ананьича. — СПб.: Лики России, 2017. — С. 240—255.
- Бюрократическая элита Российской империи и Великое княжество Финляндское в 1905—1906 гг.: дискуссии о государственно-правовом статусе Финляндии при подготовке Основных государственных законов // Петербургский исторический журнал. 2017. — № 1. — С. 126—141.
- Три России в революции 1917 года: взгляд историка // Моя революция. События 1917 года глазами русского офицера, художника, моряка, гимназистки, писателя, историка, сельской учительницы, служащего пароходства, революционера. — М.: Никея: Редакция «Встреча», 2017.
- «Средоточие управления и законодательства»: Мариинский дворец // 1917 год. Вокруг Зимнего. — М.: Политическая энциклопедия, 2017. — С. 56-69.
- «Мы разыграли такой пошлый фарс»: Петроградская городская дума // 1917 год. Вокруг Зимнего. — М.: Политическая энциклопедия, 2017. — С. 70-83.
- Царский министр в эпоху революции, гражданской войны и эмиграции: Н. Н. Покровский в 1917—1930 гг. // Историк. Время. Общество. Сборник трудов к 90-летию со дня рождения члена-корреспондента РАН Р. Ш. Ганелина (1926—2014). — М., 2017. — С. 420—435.
- Николай II, Дмитрий Трепов и идея ответственного министерства // Таврические чтения — 2016. Актуальные проблемы парламентаризма: история и современность. В 3-х ч. — СПб., 2017. Ч. 1. — С. 111—128.
- Куликов С. В., Николаев А. Б. Парламентская история России в трудах И. К. Кирьянова // Вестник Пермского государственного университета. 2018. — № 9. — С. 80-99.
- Кто стрелял из пулеметов? Эпизод из истории Февральской революции // Российская полиция: Три века служения Отечеству. Материалы юбилейной Международной научной конференции, посвященной 300-летию российской полиции. — СПб., 2018. — С. 300—315.

на других языках
- «Revolutions Invariably Come from Above»: The Fall of Tsarism Through the Prism of the Elite Circulation Paradigm // Russian Studies in History. 2009. Vol. 47. No. 4;
- Emperor Nicholas II and the State Duma. Unknown Plans and Missed Opportunities // Russian Studies in History. 2012. Vol. 50. No. 4;

### Энциклопедии
Государственный совет Российской империи. 1906—1917. Энциклопедия
- Государственный совет Российской империи. 1906—1917. Энциклопедия. М., 2008 (80 биографических статей)

Большая Российская энциклопедия
- Спиридович, Александр Иванович  : [арх. 19 октября 2022] / Куликов С. В. // Социальное партнёрство — Телевидение [Электронный ресурс]. — 2016. — С. 78. — (Большая российская энциклопедия : [в 35 т.] / гл. ред. Ю. С. Осипов ; 2004—2017, т. 31). — ISBN 978-5-85270-368-2.

### Публикации исторических документов
- А. В. Кривошеин и общественные деятели в годы Первой мировой войны. Письма А. И. Гучкова, А. Д. Протопопова, П. Б. Струве. Ввод. ст., подг. текста и комм. // Русское прошлое. 1994. Кн. 5
- Из истории борьбы в верхах накануне Февральской революции: новые документы. Ввод. ст., подг. текста и комм. // Русское прошлое. 1996. Кн. 6
- Последняя архивная находка? Установлено имя автора первой российской конституции, которой 6 мая 1996 г. исполнилось бы 90 лет… // Час Пик. 1996. № 93
- Новые материалы к истории создания Основных государственных законов 1906 г. Ввод. ст., подг. текста и комм. // Русское прошлое. 1998. Кн. 8
- Совет министров Российской империи в годы Первой мировой войны. Бумаги А. Н. Яхонтова (записи заседаний и переписка). СПб., 1999 (совм. с Р. Ш. Ганелиным, В. В. Лапиным, М. Ф. Флоринским, при участии Н. Хеймсон и Р. Уортмена)
- «Успокоения нечего ожидать». Письма князя М. М. Андроникова Николаю II, Александре Фёдоровне, А. А. Вырубовой и В. Н. Воейкову. Подгот. текста // Источник. 1999. № 1
- Из архива С. Ю. Витте. Воспоминания. Рассказы в стенографической записи. Рукописные заметки. В 2-х тт. СПб., 2003 (совм. с Б. В. Ананьичем, Р. Ш. Ганелиным, С. К. Лебедевым и И. В. Лукояновым)
- Институт экспертизы при создании Основных законов 1906 г. Неопубликованные документы. Вступ. ст., подг. текста и комм. // Нестор. 2004. № 4. Наука и власть
- «Нам придётся из политиков и благотворителей перестроиться в учёных и книготорговцев-издателей». Письма академика А. И. Соболевского академику И. С. Пальмову. 1914—1920 гг. Подг. текста совм. с П. В. Ильиным. Вступ. статья и комм. // Нестор. 2004. № 4
- Ораторы России в Государственной думе (1906—1917). / Сост. совм. с М. А. Буланаковой и О. А. Патрикеевой. В 2-х тт. СПб., 2004
- Записки Н. И. Туган-Барановского по некоторым, связанным с войною, вопросам внутренней политики (1914—1915). Подг. текста, вступ. ст. и комм. // Нестор. 2005. № 7. Технология власти.
- Кривенко В. С. В Министерстве Двора. Воспоминания. Подг. текста, вступ. ст. (совм. с С. И. Григорьевым) и комм. СПб., 2006;
- Благотворительность и политика: новые источники по истории отношений Земского и Городского союзов с царским правительством в 1915—1916 гг. Подг. текста, вступ. ст. и комм. // Благотворительность в истории России. Новые документы и исследования. СПб., 2008
- Лопухин В. Б. Записки бывшего директора Департамента Министерства иностранных дел. Подг. текста, вступ. ст. и комм. СПб., 2008
- Во главе Императорской Академии художеств… Граф И. И. Толстой и его корреспонденты. 1889—1898. М., 2009 (совм. с Р. Ш. Ганелиным, Б. Б. Дубенцовым, И. И. Крупской, С. Н. Патутиной и гр. Л. И. Толстой);
- На изломе эпох: вклад С. Ю. Витте в развитие российской государственности: Исследования и публикации. Т. II: С. Ю. Витте и его современники. Сборник документов / Сост., редактирование. послесловие, коммент. совм. с Б. В. Ананьичем, Р. Ш. Ганелиным, С. К. Лебедевым и И. В. Лукояновым. СПб.: Лики России, 2013;
- Покровский Н. Н. Последний в Мариинском дворце: Воспоминания министра иностранных дел / Сост., вступ. статья С. В. Куликова, подг. текста Д. Н. Шилова при участии С. В. Куликова, коммент. С. В. Куликова. М.: Новое литературное обозрение, 2015. — 488 с: ил.
- П. Л. Барк. Воспоминания последнего министра финансов Российской империи. 1914—1917 // Подгот. С. В. Куликовым. М., 2017. Т. 1. 496 с.; Т. 2. 552 с.
- Моя революция. События 1917 года глазами русского офицера, художника, моряка, гимназистки, писателя, историка, сельской учительницы, служащего пароходства, революционера / Науч. редактор, автор вступительной статьи, комментариев, именного указателя. М.: Никея: Редакция «Встреча», 2017. — 600 с.
- Террористическая война против империи. Из архивов царского правительства / Сост. Д. Л. Зыкин, С. В. Куликов. М., 2018. (Сборник материалов и документов)